# Marie de Médicis (1540-1557)
Pour les articles homonymes, voir Marie de Médicis (homonyme).
Marie de Médicis (3 avril 1540 - 19 novembre 1557) est la fille aînée de Cosme Ier de Toscane et d'Éléonore de Tolède. Elle fait partie de la célèbre maison de Médicis.

## Biographie
Elle est fiancée à Alphonse II, duc de Ferrare, mais meurt à l'âge de dix-sept ans, avant que le mariage ne puisse avoir lieu. 
Elle est éduquée avec ses frères et est l'une des plus brillantes de la fratrie. Quand son frère François ne comprend pas sa leçon de grec, ses tuteurs demandent à Marie de lui expliquer. Marie se tient quelque peu à l'écart de ses jeunes frères et sœurs. C'est une jeune femme élégante, très instruite et bien élevée .
Selon une légende peu fiable, racontée dans Les tragédies des Médicis d'Edgcumbe Staley, Marie est charmante et protégée des hommes, mais réussit à rencontrer un jeune amant, Malatesta de Malatesti, en secret. Selon l'histoire, elle est poignardée par son père après qu'il a surpris les jeunes amants ensemble. Cosme aurait alors raconté qu'elle était morte d'une fièvre et jeté son jeune amant en prison.
D'autres récits plus précis indiquent que la cause du décès de Marie est probablement le paludisme. Son père la pleure profondément et garde son portrait dans sa chambre jusqu'à sa mort ; il a maintenant perdu deux de ses filles, la première étant Bia de Médicis. «Elle était de la même disposition que moi», dit Cosme. C'est sa sœur Lucrèce qui épouse finalement Alphonse d'Este .

## Sources
- Murphy, Caroline P. (2008). Meurtre d'une princesse Médicis . États-Unis: Oxford University Press.  (ISBN 0-19-531439-5)
- Staley, Edgcumbe Les tragédies des Médicis
- Schultes, Lothar (2017): "Der Tod und das Mädchen - Bia oder Maria de 'Medici?" Dans: Mitteilungen der Gesellschaft für vergleichende Kunstforschung in Wien, 69, Nr. 1/2, février 2017, p. 1–6.